# 大河兼任の乱
大河兼任の乱（おおかわかねとうのらん）は、文治5年（1189年）12月から翌年3月にかけて、鎌倉政権と奥州藤原氏残党である大河兼任らとの間で東北地方にて行われた戦いである。

## 経緯
文治5年（1189年）、奥州合戦に勝利した源頼朝は9月22日に葛西清重を奥州総奉行に任命し、28日に鎌倉へ向けて帰還した。陸奥国内では奥州藤原氏に従属していた武士団が土地を没収されて、清重を始め多くの東国武士が地頭職を与えられた。一方で多賀城国府では在庁官人による国務運営が継続し、戦場とならなかった出羽国内陸部では旧来の在地豪族が勢力を保持しており、東国武士と在地勢力の間に軋轢が生じるようになる。12月になると、死んだはずの源義経や源義仲（木曾義仲）の子息、藤原秀衡の子息が同心して鎌倉へ進軍するという風説が流れた。
翌年正月になると反乱の首謀者は、藤原泰衡の郎従で八郎潟東岸（現秋田県五城目町付近）を本拠とする大河兼任と判明する。兼任は前年の12月から義経と称して出羽国田川郡海辺荘に現れ、義仲の嫡男・朝日冠者（義高）と称して同国山北郡で挙兵するなど鎌倉方を撹乱していたが、「親類・夫婦の仇を討つのは通常のことであるが、未だ主人の仇を討った例はなく、その例を始める」として七千余騎の軍勢を率いて鎌倉に向けて進軍を開始する。その経路は河北、秋田城を経由して大関山（笹谷峠）を越えて多賀城国府へ出ようとするものであったが、八郎潟を渡る際に氷が突然割れて五千人余りが溺死したという。兼任は進路を変えて小鹿島、津軽方面に向かい、鎌倉方の由利維平、宇佐美実政を討ち取った。
正月7日、兼任の弟で御家人となっていた忠季、新田三郎入道らから報告を受けた頼朝は軍勢を派遣することを決断し、相模国以西の御家人に動員令が下された。8日、千葉常胤率いる東海道軍、比企能員率いる東山道軍が奥州に発向し、13日には追討使として足利義兼、大将軍として千葉胤正も出陣する。奥州に所領を持つ御家人、上野・信濃の御家人も次々に下向した。頼朝は個々の御家人が手柄を競って寡兵で敵に挑むのを戒め、兵力を結集して十分に準備を進めてから事に当たるよう指示を下した。
兼任軍は津軽から陸奥中央部に進んで平泉に達し、奥州藤原氏の残党を配下に加えて一万騎に膨れ上がった。この形勢を見て多賀城国府の留守所も兼任に同調した。2月12日、兼任軍は栗原郡一迫（現栗原市）で足利義兼率いる鎌倉軍と激突するが、壊滅的打撃を受け敗走する。兼任は残存兵力500余騎を率いて衣川で反撃するが敗北し、北上川を越えて外ヶ浜と糠部の間にある多宇末井の懸橋近くの山に立て籠もったが、義兼らの急襲を受けて行方をくらました。兼任は花山、千福、山本など各地を転々とした後、亀山を越えて栗原に戻ったが、3月10日、栗原寺で錦の脛巾を着て金作りの太刀を帯びた姿を地元の樵に怪しまれ、斧で斬殺された。首実検は千葉胤正が行い、約3ヶ月に及んだ反乱は終息した。
3月15日、頼朝は兼任に同意した多賀城国府の留守所に替えて、伊沢家景を留守職に任じた。以後の陸奥国は平泉周辺を基盤として軍事・警察を担う葛西清重と、多賀城国府を管轄する伊沢家景の二元的な支配体制となり、鎌倉幕府の勢力が浸透することになる。

## 逸話
葛西清重の戦況報告を聞いた頼朝が、その報告中に橘公業討ち死に・由利維平逃亡とあったことに対し、二人の性格から由利維平討ち死に・橘公業逃亡の間違いだろうと推察した。翌日、後発の詳細報告が到着し、頼朝の推察通りであったことからその場にいた一同は感嘆したという（『吾妻鏡』建久元年正月18日、19日条）。頼朝が御家人それぞれの性格を熟知していたことの例として知られる。